# Friedrich Pfenningsdorf
Friedrich Georg Helmuth August Pfenningsdorf (* 26. Juni 1870 in Rostock; † 7. Dezember 1945 in Kröpelin) war ein deutscher Jurist, Bürgermeister und Politiker.

## Leben
Als Sohn eines Tabakfabrikanten geboren, studierte Pfenningsdorf nach dem Besuch des Rostocker Gymnasiums, der Großen Stadtschule ab 1888 Rechtswissenschaften an den Universitäten Rostock, Berlin und Freiburg im Breisgau. Während seines Studiums wurde er 1889 Mitglied der Freiburger Burschenschaft Alemannia. Nach den ersten juristischen Staatsprüfungen war er als Referendar in Rostock tätig. Mit einer Dissertation zum mecklenburgischen Jagdrecht wurde er 1900 zum Dr. iur. promoviert. Nach seinem Studium war er Amtsassessor und arbeitete als Rechtsanwalt und Notar in Kröpelin. Von Oktober 1900 bis 1935 war er Bürgermeister der Stadt Kröpelin. Er löste hier Bürgermeister Lange ab. Neben dem Amt war Pfenningsdorf Mitglied der Mecklenburgischen Landstände, des Reichskriegerbundes und im Männergesangsverein.
Im Ersten Weltkrieg wurde Pfenningsdorf zum Kriegseinsatz eingezogen, diente als Oberleutnant und später Hauptmann der Reserve. Nach seiner Rückkehr setzte er das Amt des Bürgermeisters fort. Er war Vorstandsvorsitzender der Kröpeliner Sparkasse und erhielt 1925 die Ehrenbürgerschaft von Kröpelin. Am 1. Mai 1933 wurde er Mitglied der NSDAP mit der Mitglieds-Nr. 2.816.699. Zusätzlich trat er im Juni noch dem NS-Rechtswahrerbund bei. In der NSDAP-Ortsgruppe Kröpelin wurde er im November 1933 zum Kulturwart gewählt. Ein Jahr später trat er dem ebenfalls NS-orientierten Verein Deutscher Anwälte (VDA) bei. Aus Altersgründen schied er im September 1935 aus dem Bürgermeisteramt aus. Seine Nachfolge trat Hans Kähler (1894–1954) an.
In Kröpelin war Pfenningsdorf weiter als Notar und Rechtsanwalt tätig. Ab Juni 1938 wurde er Mitglied im Reichskolonialbund und wirkte ab Anfang 1940 zusätzlich als DRK-Bereitschaftsführer im Ort. Nach dem Zusammenbruch des „Dritten Reiches“ wurde ihm, wegen zu großer Systemnähe ab Dezember 1945 die weitere Tätigkeit als Rechtsanwalt und Notar untersagt.
Im gleichen Monat verstarb er in Kröpelin.

## Familie
Friedrich Pfenningsdorf war seit 1903 mit der aus Wismar stammenden Hedwig Frege (* 1876) verheiratet. Aus dieser Ehe gingen drei Kinder hervor.

## Werke
- Das Jagdrecht und der Eigentumserwerb an jagdbaren Tieren nach gemeinem Recht: unter Berücksichtigung des mecklenburgischen Landesrechts sowie der einschlägigen Bestimmungen des Bürgerlichen Gesetzbuchs. Rostock: Adler’s Erben 1900.